# Ден на независимостта на Естония
Денят на независимостта (на естонски: Eesti Vabariigi aastapäev) е националният празник на Естония. С него се отбелязва годишнината от подписването на Естонската декларация на независимостта от 24 февруари 1918 г. Обикновено празникът е съпроводен от различни тържества, като концерти, паради и фойерверки. Денят е национален празник в Естония.

## История
На 12 февруари 1919 г. Естонското временно правителство решава да приеме 24 февруари за датата на която е обявена декларацията на независимост. През 1933 г. правителството обсъжда дали националният празник да бъде преместен на друга, по-подходяща дата, например 15 юни, за да отбелязва датата, на която Естонското конституционно събрание приема конституцията през 1920 г. На 21 февруари 1937 г. Хуго Кууснер предлага годишнината от обявяването на независимостта на Република Естония да бъде отбелязвана на 23, а не 24 февруари. Готлийб Ней, директор на Националните архиви на Естония твърди, че „се налага извода, 24 февруари 1918 г. да бъде приет за датата, когато се създава републиката; това е денят, когато декларацията на независимостта достига до столицата и всъщност достига до ръководните органи на временното управление (по това време Естонския спасителен комитет и временното правителство).“
На 28 ноември (15 ноември по стар стил) 1917 г. Естонското провинциално събрание се събира в замъка Тоомпеа и се самопровъзгласява за „единствен носител на върховната власт в Естония“. Решението да не ползва думата „държава“ е взето от 48-те присъстващи членове на Провинциалното събрание, с 9-има „въздържали се“ (повечето от които са социалистически революционери, както и няколко меншевики). Естонското провинциално събрание призовава естонските войници незабавно и бързо да се върнат от където са в Естония. Някои източници наричат тази дата „Истинският ден на независимостта на Естония“. На 23 февруари 1918 г. Манифестът на всички народи, който обявява независима и демократична република Естония, е публикуван в Пярну. На 24 февруари 1918 г. Манифестът е публикуван в Талин. На 23 юни 1919 г. по време на Естонската война за независимост, войски побеждават германска дивизия в Битката при Въну. Това събитие се чества в Естония като Ден на победата. На 2 февруари 1920 г. Естония и Съветска Русия подписват Тартуския мирен договор, с който Естония става де юре независима държава.
На 16 ноември 1988 г. Върховният съвет на Естонската ССР приема Естонската декларация на суверенитет, с която се обявява естонският суверенитет, и с която на естонските закони се придава по-голяма нормативната тежест от тази на законите на Съветския съюз. На 30 март 1990 г. Върховният съвет на Естонската ССР приема резолюция „За държавния статут на Естония“, с което обявява съветската власт в Естония за нелегитимна от самото ѝ начало, като обявява преходен период за възстановяване на пълния суверенитет и независимост на самопровъзгласилата се Република Естония. На 8 май 1990 г. Върховният съвет на Естонската ССР, в последния ден на съществуването си, обявява Естонската съветска социалистическа република за нелегитимна и прокламира възстановяването на Република Естония. Правителството приема законопроект за „символите на Естония“, според който естонските национални цветове са синьо, черно и бяло. Параграфи 1, 2, 4, 5 и 6 от Конституцията на Естония заявяват, че „Естония е отделна и независима държава, чиято властта произлиза от народа“. Опити за запазването на Съветския съюз на основата на конфедерационно споразумение предложено от Москва са отхвърлени от естонските лидери. На 20 август 1991 г. съветските влести прехвърлят 76-а гвардейска десантно-щурмова дивизия в Талин. Доброволци организират защитата на Тоомпеа и телевизионната кула. Народния фронт на Естония организира митинг на Площада на свободата в Талин, на който призовава за независима Естония. На същия ден, късно вечерта, в 23:03, Върховният съвет на Естония, заедно с лидерите на Естонския комитет постигат съгласие относно „независимостта на Естонската държава и създаването на Конституционно събрание“, като по този начин обявяват възстановяването на естонската независимост.

## Чествания
От възстановяването на естонската независимост през 1991 г. е създадена нова традиция на паради на естонската армия.
Президентът на Естония организира празничен прием за Деня на независимостта, който включва награждаване с държавни ордени. Парадът и приемът се провеждат в различни градове в различните години; през 2014 г. те се провеждат в Пярну, през 2015 г. – в Нарва, когато участват контингенти от страни-членки на НАТО. Парадът, приемът и концерт, който предхожда приема биват предавани на живо по телевизията. Това предаване включва реч на президента. Частта от церемонията, при която президентът е съпругата му се ръкостискат с посетителите бива наричан иронично „парад на пингвините“. Тъй като президентският прием винаги бива организиран на 24 февруари, сходни приеми често се провеждат на 23 февруари по места, а училища и други институции понякога провеждат такива мероприятия дори по-рано.
|                                                        |  |  |  |  |
| Отбелязване на Деня на независимостта в Тарту, 2013 г. |  |  |  |  |

|  | Тази страница частично или изцяло представлява превод на страницата Independence Day (Estonia) в Уикипедия на английски. Оригиналният текст, както и този превод, са защитени от Лиценза „Криейтив Комънс – Признание – Споделяне на споделеното“, а за съдържание, създадено преди юни 2009 година – от Лиценза за свободна документация на ГНУ. Прегледайте историята на редакциите на оригиналната страница, както и на преводната страница, за да видите списъка на съавторите. ВАЖНО: Този шаблон се отнася единствено до авторските права върху съдържанието на статията. Добавянето му не отменя изискването да се посочват конкретни източници на твърденията, които да бъдат благонадеждни. |